# Голделунд
Голделунд (њем. Goldelund) општина је у њемачкој савезној држави Шлезвиг-Холштајн. Једно је од 132 општинска средишта округа Нордфризланд. Према процјени из 2010. у општини је живјело 375 становника. Посједује регионалну шифру (AGS) 1054038.

## Географски и демографски подаци
Голделунд се налази у савезној држави Шлезвиг-Холштајн у округу Нордфризланд. Општина се налази на надморској висини од 9 метара. Површина општине износи 12,0 km². У самом мјесту је, према процјени из 2010. године, живјело 375 становника. Просјечна густина становништва износи 31 становника/km².